# Ictinogomphus kishori
Ictinogomphus kishori är en trollsländeart som beskrevs av Ram 1985. Ictinogomphus kishori ingår i släktet Ictinogomphus och familjen flodtrollsländor. IUCN kategoriserar arten globalt som otillräckligt studerad. Inga underarter finns listade i Catalogue of Life.